# Welcome to the World (Kevin Rudolf)
Welcome to the World è un singolo del cantautore statunitense Kevin Rudolf, pubblicato come secondo estratto dall'album In the City. La versione presente sull'album e quella diffusa per radio, contiene una parte rap interpretata da Kid Cudi, mentre il video musicale vede Kevin Rudolf solista, che interpreta una terza strofa nel brano. Esiste anche una terza versione del brano che presenta una parte rap interpretata da Rick Ross.

## Tracce
CD Single
1. Welcome to the World (feat. Kid Cudi) (Clean) – 3:03
2. Welcome to the World (feat. Kid Cudi) (Dirty) – 3:03
3. Welcome to the World (Single Version) – 2:38

## Classifiche
| Classifica (2009) | Posizione massima |
| ----------------- | ----------------- |
| Australia         | 42                |
| Canada            | 56                |
| Irlanda           | 34                |
| Regno Unito       | 77                |
| Stati Uniti       | 58                |